# Gulżan Mołdażanowa
Gulżan Tałapowna Mołdażanowa (ros. Гульжан Талаповна Молдажанова; ur. 11 czerwca 1966 w Ałmaty) – rosyjska przedsiębiorczyni pochodzenia kazachskiego, była szefowa grupy Basic Element (Bazowyj elemient) oligarchy Olega Dieripaski.
Studiowała na wydziale fizyki Kazachskiego Uniwersytetu Państwowego imienia Kirowa, który ukończyła z wyróżnieniem w 1989 roku. Była pracownikiem naukowym Uniwersytetu Moskiewskiego, gdzie obroniła pracę kandydacką. Od roku 1995 pracuje w przemyśle. W 2007 roku amerykański magazyn „Fortune” uznał, że Gulżan Mołdażanowa należy do grupy 50 najbardziej wpływowych kobiet na świecie (20. miejsce). W 2008 roku zajęła trzydzieste siódme miejsce w rankingu Forbes na sto najbardziej wpływowych kobiet na świecie, a w 2011 i 2014 znalazła się na liście 100 najlepiej zarabiających menadżerów Rosji według magazynu Forbes, kolejno na miejscu 23 i 22.